# Ein perfekter Bruch
Ein perfekter Bruch (englisch Loophole ‚Schlupfloch‘, Verweistitel Safeknacker) ist ein Heist-Movie des Regisseurs John Quested aus dem Jahr 1981.

## Handlung
Stephen Booker ist ein über lange Jahre international erfolgreicher Architekt. Eines Tages wird ihm von seinem Vorgesetzten eröffnet, dass es nicht gelungen ist, ein großes Projekt an Land zu ziehen, welches die Firma gerettet hätte. Daher verliert er seinen Job. Plötzlich ist er ohne Einkommen, hat aber große Ausgaben; seine Frau erwartet seine finanzielle Unterstützung für ihre Karriere als Innenausstatterin, das große Wohnhaus der Familie muss unterhalten werden und die beiden Töchter sind an einer teueren Privatschule.
Der Bankräuber Daniels tritt an Booker heran; nachdem dieser bei seinem letzten Überfall nur wenig Beute machen konnte, benötigt er für seinen nächsten Plan die Kenntnisse des Architekten. Booker sieht keine Alternativen und stimmt zögernd unter der Voraussetzung zu, dass bei dem Einbruch keine Gewalt angewendet wird. Daniels stellt Booker in der Folge den Rest seiner Bande vor und erklärt den Plan. Dieser sieht vor, durch die Abwässerkanäle unter den Tresorraum zu gelangen und von dort aus durch den Boden zu brechen. Booker soll hierbei die exakte Stelle für den Durchbruch bestimmen. Während Gardner die Operation von einem Übersichtspunkt aus überwacht, steigen die restlichen Bankräuber in die Kanäle. Alles läuft zunächst nach Plan, jedoch erleidet Harry Vergiftungserscheinungen durch Klärgas.
Als die Bankräuber durch den Boden brechen, lösen sie den Alarm aus. Während sie die Bank plündern, trifft die Polizei ein; die Beamten finden jedoch den Safe verschlossen vor und keine Anzeichen für einen Einbruch, woraufhin sie von einem Falschalarm ausgehen und wieder abziehen. Während all dessen kommt es zu heftigen Regenfällen und nachdem die Schließfächer geplündert sind weigert Booker sich, wieder in die Kanäle hinabzusteigen; er hält dies für zu gefährlich. Er verbleibt im Tresorraum; Daniels händigt ihm die Schlüssel für ein Fluchtfahrzeug aus, bevor er Booker dort zurücklässt. Als die Bankräuber mit ihrer schweren Beute den Rückweg durch die Kanäle antreten, füllen sich diese mit einem reißenden Strom; der geschwächte Harry wird von den Fluten hinfortgerissen. Während die Bankräuber um ihr Leben kämpfen und die Beute von den Wassermassen davongespült wird, füllt sich auch der Boden des Tresorraums mit Wasser.
In der nächsten Szene ist Booker zurück zu Hause bei seiner Frau. Einige Zeit ist vergangen, und Booker leitet nun sein eigenes Architekturbüro mit seiner Frau als Partnerin. Der Film endet damit, dass Daniels unangemeldet in Bookers Büro erscheint und ihm einen weiteren Auftrag anbietet.

## Hintergrund
Während das ursprüngliche pädagogische Urteil bei „ab 14“ lag, wurde die DVD-Veröffentlichung 2016 mit FSK 18 bewertet.
1984 kam es zu einer Entführung mit Lösegeldforderung in Texas. Das Lösegeld wurde auf Anweisung in einem Mülleimer in Dallas deponiert. Später stellte sich heraus, dass dieser von den Tätern über einem Gullydeckel aufgestellt worden war, und über einen von unten zu öffnenden Boden verfügte. Die Täter flohen daraufhin mit der Beute durch die Abwasserkanäle. Sie wurden später festgenommen und gaben an, von dem Spielfilm inspiriert gewesen zu sein.

## Synchronisation
| Rolle          | Schauspieler   | Synchronsprecher  |
| -------------- | -------------- | ----------------- |
| Mike Daniels   | Albert Finney  | Peter Lakenmacher |
| Stephen Booker | Martin Sheen   | Wolfgang Draeger  |
| Gardner        | Colin Blakely  | Manfred Reddemann |
| Taylor         | Jonathan Pryce | Rainer Schmitt    |

## Kritik
„Kriminalfilm ohne Substanz und Überraschungen.“